# IC 1610
IC 1610 је лентикуларна галаксија у сазвјежђу Кит која се налази на листи објеката дубоког неба у Индекс каталогу.
Деклинација објекта је - 15° 34' 4" а ректасцензија 1h 1m 42,7s. Привидна величина (магнитуда) објекта IC 1610 износи 12,9 а фотографска магнитуда 13,8. IC 1610 је још познат и под ознакама MCG -3-3-20, PGC 3681.